# Miletia
Miletia (Millettia Wight & Arn.) – rodzaj roślin z rodziny bobowatych (Fabaceae). Według The Plant List obejmuje 198 gatunków. 

## Systematyka
Pozycja według APweb (aktualizowany system APG III z 2009)
Jeden z rodzajów plemienia Millettieae z podrodziny bobowatych właściwych (Faboideae) z rodziny bobowatych (Fabaceae) należącej do rzędu bobowców (Fabales) reprezentującego dwuliścienne właściwe.
Wykaz gatunków
| - Millettia aboensis (Hook.f.) Baker - Millettia achtenii De Wild. - Millettia acuticarinata Baker f. - Millettia acutiflora Gagnep. - Millettia ahernii Merr. & Rolfe - Millettia angustidentata De Wild. - Millettia angustistipellata De Wild. - Millettia aromatica Dunn - Millettia aurea (R.Vig.) Du Puy & Labat - Millettia austroyunnanensis Y.Y. Qian - Millettia barteri (Benth.) Dunn - Millettia bassacensis Gagnep. - Millettia bequaertii De Wild. - Millettia bibracteolata Pellegr. - Millettia bicolor Dunn - Millettia bipindensis Harms - Millettia bonatiana Pamp. - Millettia boniana Gagnep. - Millettia borneensis Adema - Millettia brachycarpa Merr. - Millettia brandisiana Kurz - Millettia bussei Harms - Millettia buteoides Gagnep. - Millettia cabrae De Wild. - Millettia caerulea Baker - Millettia capuronii Du Puy & Labat - Millettia caudata (Benth.) Baker - Millettia chrysamaryssa Adema - Millettia chrysophylla Dunn - Millettia cochinchinensis Gagnep. - Millettia comosa (Micheli) Hauman - Millettia conraui Harms - Millettia coruscans Dunn - Millettia cubittii Dunn - Millettia decipiens Prain - Millettia dielsiana Harms - Millettia dinklagei Harms - Millettia diptera Gagnep. - Millettia discolor De Wild. - Millettia dorwardi Collett & Hemsl. - Millettia drastica Baker - Millettia dubia De Wild. - Millettia duchesnei De Wild. - Millettia dura Dunn - Millettia eberhardtii Gagnep. - Millettia eetveldeana (Micheli) Hauman - Millettia elongatistyla J.B.Gillett - Millettia elskensii De Wild. - Millettia entadoides Z.Wei - Millettia eriocarpa Dunn - Millettia erythrocalyx Gagnep. - Millettia eurybotrya Drake - Millettia exauriculata Hauman - Millettia extensa (Benth.) Baker - Millettia fallax Craib - Millettia ferruginea (Hochst.) Baker - Millettia foliolosa Gagnep. - Millettia fordii Dunn - Millettia fruticosa (DC.) Baker - Millettia fulgens Dunn - Millettia gagnepainiana Dunn - Millettia galliflagrans Whitmore - Millettia glabra Adema - Millettia glaucescens Kurz - Millettia goossensii (Hauman) Polhill - Millettia gossweileri Baker f. - Millettia gracilis Baker - Millettia grandis (E.Mey.) Skeels - Millettia griffithii Dunn - Millettia griffoniana Baill. - Millettia harmandii Gagnep. - Millettia harmsiana De Wild. - Millettia hedraeantha Harms - Millettia hemsleyana Prain - Millettia hitsika Du Puy & Labat - Millettia hockii De Wild. - Millettia hylobia Hauman - Millettia hypolampra Harms - Millettia ichthyochtona Drake - Millettia impressa Harms - Millettia irvinei Hutch. & Dalziel - Millettia japonica (Siebold & Zucc.) A.Gray – miletia japońska - Millettia kangensis Craib - Millettia kityana Craib - Millettia klainei Dunn - Millettia lacus-alberti J.B.Gillett - Millettia lane-poolei Dunn - Millettia lantsangensis Z.Wei - Millettia laotica Gagnep. - Millettia lasiantha Dunn - Millettia lastoursvillensis Pellegr. - Millettia latifolia Dunn - Millettia laurentii De Wild. - Millettia le-testui Pellegr. - Millettia lebrunii Hauman - Millettia lecomtei Dunn - Millettia lenneoides Vatke - Millettia leonensis Hepper - Millettia leptobotrya Dunn | - Millettia leucantha Kurz - Millettia limbutuensis De Wild. - Millettia longipes Perkins - Millettia lucens (Scott-Elliot) Dunn - Millettia lucida Gagnep. - Millettia macrophylla Benth. - Millettia macrostachya Collett & Hemsl. - Millettia macroura Harms - Millettia makondensis Harms - Millettia mannii Baker - Millettia mavangensis Pellegr. - Millettia mavoundiensis Pellegr. - Millettia merrillii Perkins - Millettia micans Taub. - Millettia mildbraedii Harms - Millettia mossambicensis J.B.Gillett - Millettia nana Gagnep. - Millettia nathaliae Du Puy & Labat - Millettia nepalensis R.Parker - Millettia nigrescens Gagnep. - Millettia nitida Benth. - Millettia nudiflora Baker - Millettia nutans Sousa - Millettia nyangensis Pellegr. - Millettia oblata Dunn - Millettia occidentalis Ducke - Millettia oraria Dunn - Millettia orientalis Du Puy & Labat - Millettia oyemensis Pellegr. - Millettia pachycarpa Benth. - Millettia pachyloba Drake - Millettia pallens Stapf - Millettia paucijuga Harms - Millettia peguensis Ali - Millettia penduliformis Gagnep. - Millettia penicillata Gagnep. - Millettia pierrei Gagnep. - Millettia pilosa Hutch. & Dalziel - Millettia piscidia (Roxb.) Wight - Millettia platyphylla Dunn - Millettia podocarpa Dunn - Millettia principis Gagnep. - Millettia pseudoracemosa Thoth. & S.Ravik. - Millettia psilopetala Harms - Millettia pterocarpa Dunn - Millettia pubinervis Kurz - Millettia puerarioides Prain - Millettia puguensis J.B.Gillett - Millettia pulchra Kurz - Millettia rhodantha Baill. - Millettia richardiana (Baill.) Du Puy & Labat - Millettia rigens (Craib) Niyomdham - Millettia rubiginosa Wight & Arn. - Millettia sacleuxii Dunn - Millettia sanagana Harms - Millettia sapindiifolia T.Chen - Millettia sapinii De Wild. - Millettia schliebenii Harms - Millettia semseii J.B.Gillett - Millettia sericantha Harms - Millettia sericea Benth. - Millettia setigera Dunn - Millettia solomonensis Verdc. - Millettia soyauxii Dunn - Millettia spleucantha Vatke - Millettia speciosa Champ. - Millettia spireana Gagnep. - Millettia splendens Wight & Arn. - Millettia stenopetala Hauman - Millettia stipellatissima Hauman - Millettia stipulata Dunn - Millettia stuhlmannii Taub. - Millettia subpalmata Dunn - Millettia takou Lorougnon - Millettia tanaensis J.B.Gillett - Millettia taolanaroensis Du Puy & Labat - Millettia tenuipes Merr. - Millettia tetraptera Kurz - Millettia theuszii (Buttner) De Wild. - Millettia thollonii Dunn - Millettia thonneri De Wild. - Millettia thonningii (Schum. & Thonn.) Baker - Millettia trifoliata Dunn - Millettia tsui F.P.Metcalf - Millettia unijuga Gagnep. - Millettia urophylloides De Wild. - Millettia usaramensis Taub. - Millettia utilis Dunn - Millettia vankerckhovenii De Wild. - Millettia velutina Dunn - Millettia velvetina Adema - Millettia venusta Craib - Millettia verruculosa Gagnep. - Millettia versicolor Baker - Millettia warneckei Harms - Millettia wellensii De Wild. - Millettia wrightiana Prain - Millettia xylocarpia Miq. - Millettia zechiana Harms |